# Guadeloupes herrlandslag i fotboll
Guadeloupes herrlandslag i fotboll spelade sin första match 1934, då man förlorade med 0-6 borta mot Martinique.

## Historik
Guadeloupes fotbollsförbund bildades 2000 och är medlem av Concacaf även om territoriet är en del av Frankrike. Största framgången nådde laget när det kvalificerade sig för Gold Cup 2007, som hölls i USA. Laget överraskade genom att nå semifinal men förlorade med 0-1 mot Mexiko. Det spelades ingen bronsmatch. I gruppspelet hade Guadeloupe spelat 1-1 mot Haiti, slagit Kanada med 2-1 och förlorat med 0-1 mot Costa Rica men 4 poäng räckte för att gå vidare som en av de bästa grupptreorna. I kvartsfinalen stod Guadeloupe för en av de största skrällarna då de slog ut Honduras med 2-1. I semifinalen fick de se sig besegrade mot Mexiko som vann med 0-1. Guadeloupe kvalade även in till 2009 års turnering via karibiska cupen. I Gold Cup 2009 imponerade Guadeloupe efter att ha slagit Panama och Nicaragua med 2-1 respektive 2-0. Laget förlorade sedan med siffrorna 0-2 mot Mexiko. I kvartsfinalen var Guadeloupe chanslösa och man förlorade matchen med 1-5 mot Costa Rica.

### CONCACAF mästerskap
- 1963 till 1989 - Deltog ej
- 1991 - Kvalade inte in
- 1993 - Kvalade inte in
- 1996 - Kvalade inte in
- 1998 - Deltog ej
- 2000 - Kvalade inte in
- 2002 - Kvalade inte in
- 2003 - Kvalade inte in
- 2005 - Kvalade inte in
- 2007 - Semifinal
- 2009 - Kvartsfinal

### Karibiska mästerskapet
- 1989 - Första omgången
- 1990 - Deltog ej
- 1991 - Kvalade inte in
- 1992 - Första omgången
- 1993 - Kvalade inte in
- 1994 - 4:e plats
- 1995 - Kvalade inte in
- 1996 - Deltog ej
- 1997 - Deltog ej
- 1998 - Kvalade inte in
- 1999 - Första omgången
- 2001 - Kvalade inte in
- 2005 - Kvalade inte in
- 2007 - 4:e plats